# هاني زعرب
هاني زعرب هو فنان فلسطيني، ولد عام 1976 في مخيم رفح، قطاع غزة

## سيرة
في عام 1994خرج إلى نابلس حيث أتم دراسته في الفنون التشكيلية عام 1999، ومن ثم أقام في مدينة رام الله حتى عام 2006
في عام 2006 حاز زُعرب على منحة الإقامة في المدينة الدولية للفنون في باريس،

## أعمال
منذ ذلك الوقت قدّم معارض فرديّة مختلفة في أتلانتا ومراكش وباريس وشارك زُعرب في معارض جماعيّة وأحداث فنية دولية متعددة، منها:
- جاليري المرخية الكائن بسوق واقف مدينة الدوحة قطر 2013 [6]
- «فلسطين: الإبداع في كلّ حالاته»، معهد العالم العربي، باريس 2009.[7][8]
- متحف البحرين الوطني 2009
- «غزة 61 + سول 59» جايري يونغ، سول، كوريا الجنوبية 2009
- «باريس، دمشق: رؤى متقاطعة»، بتنظيم أوروبيا بروداكشنز، معهد العالم العربي، باريس 2008،
- متحف دمشق الوطني 2009
- «صنع في فلسطين»، متحف ستيشن، هيوستن، تكساس 2003،
- بينالي القاهرة الدولي الحادي عشر 2008،
- وسمبوزيوم «ستيل لايف» - «حياة جامدة»، معهد هنري مور، ليدس، بريطانيا 2008
- وكان قد أقام عدة معارض فردية في فلسطين، حيث حاز على جائزة الفنان الشاب من مؤسسة عبد المحسن القطان، رام الله 2002

## جوائز
وهو أيضاً الفنان العربي الأول الذي حاز على جائزة رينوار الفرنسيّة في 2009
هاني زعرب يعيش ويعمل في باريس منذ العام 2006

## وصلات خارجية
- الموقع الرسمي للفنان